# Subcetate, Hunedoara
Subcetate este un sat în comuna Sântămăria-Orlea din județul Hunedoara, Transilvania, România.

## Legături externe

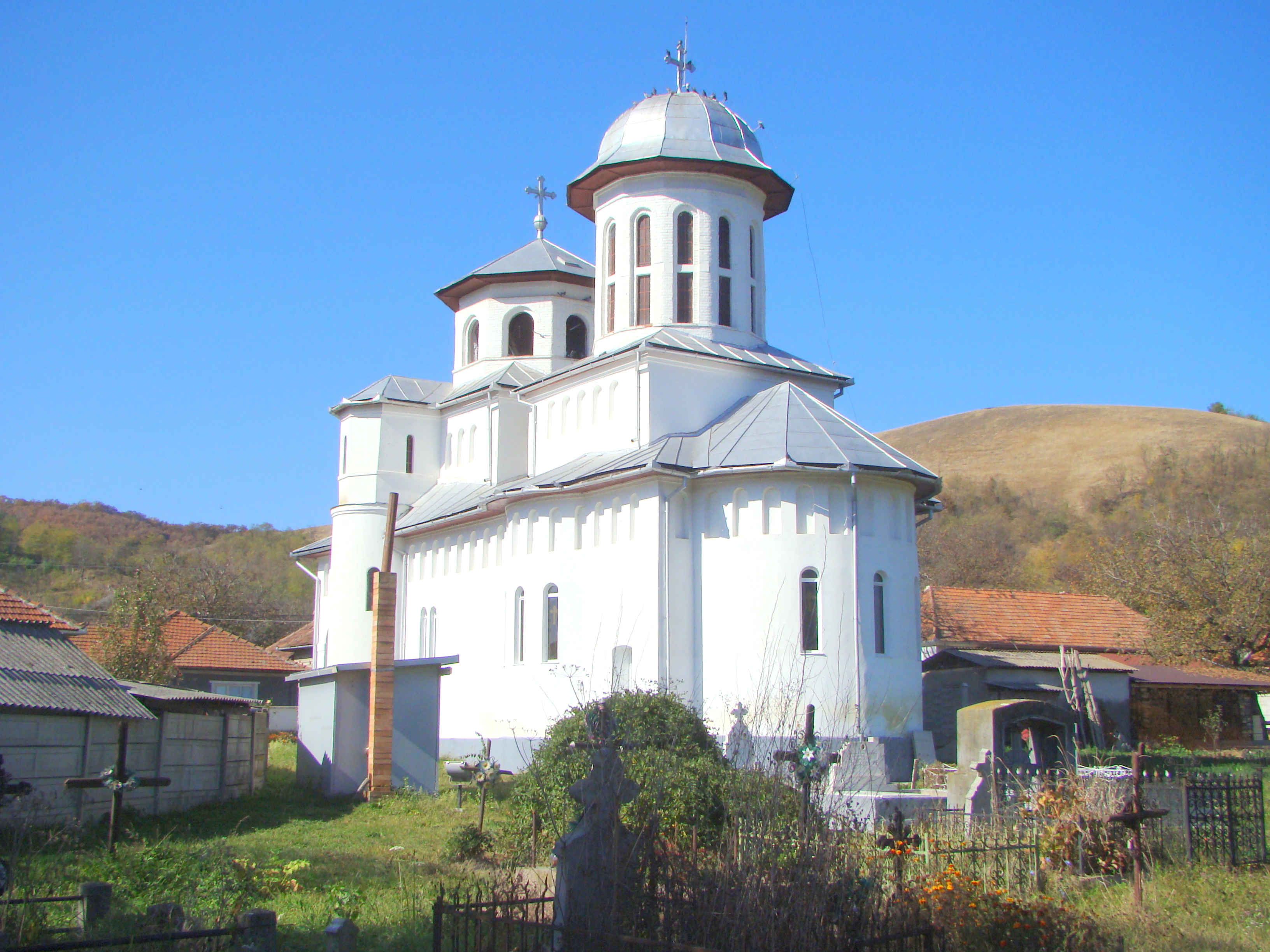
Biserica ortodoxă „Buna Vestire”